# Панфилов, Михаил Панфилович
Михаи́л Панфи́лович Панфи́лов (25 июля 1913 года, Гдовский уезд, Санкт-Петербургская губерния — 2 декабря 1994 года, Санкт-Петербург) — организатор советской промышленности. Дважды Герой Социалистического Труда (1966 и 1983). Лауреат Ленинской премии и Государственной премии СССР.

## Биография
Родился 25 июля 1913 года в деревне Юдино Гдовского уезда Санкт-Петербургской губернии (ныне Гдовский район Псковской области) в многодетной крестьянской семье. Трудовую деятельность начал 15-летним юношей — учеником токаря на Балтийском заводе. Придя на бывший ГОМЗ в 1937 году рядовым инженером, он вскоре был назначен главным технологом и на этой ответственной должности трудился в годы блокады. Затем был главным инженером, а с 1951 года в течение 10 лет — директором завода. Закончил вечернее отделение ЛИТМО в 1947 году.
В 1961 году был назначен заместителем председателя Ленинградского совнархоза, а годом позже возглавил инициативную группу, которая выдвинула идею и разработала проект создания отраслевых производственных объединений как новой формы организации производства и управления. Одним из них стало Ленинградское оптико-механическое объединение (ЛОМО), образованное на базе нескольких родственных заводов (ГОМЗ, «Кинап», «Прогресс», ООМЗ). С 1962 по 1986 М. П. Панфилов являлся генеральным директором новой фирмы, а до самой своей смерти оставался на должности консультанта.
Под его руководством были осуществлены рациональная специализация и полная реконструкция производства, его техническое перевооружение, внедрены передовые методы организации производства и управления.
За короткое время объединение приобрело мировую известность и стало одним из лидеров военно-промышленного комплекса страны. Здесь были созданы крупнейший в мире телескоп, первый отечественный промышленный лазер, первый в стране гибкий эндоскоп и многие другие приборы, которые стали символами внедрения передовых технологий многих отраслей науки и техники.
Умер 2 декабря 1994 года на 82-м году жизни. Похоронен на Серафимовском кладбище.

## Награды
Заслуги Михаила Панфиловича Панфилова отмечены двумя звёздами Героя Социалистического Труда (1966, 1983), Ленинской премией (1978, за создание крупнейшего в мире оптического телескопа принципиально новой конструкции с главным зеркалом диаметром шесть метров), Государственной премией СССР (1973), четырьмя орденами Ленина (1957, 1961, 1966, 1983), орденами Октябрьской Революции (1971), Трудового Красного Знамени (1951), Красной Звезды (1945) и медалями.
Делегат XXIV и XXV съездов КПСС. Депутат Совета Союза Верховного Совета СССР 8-11 созывов (1970—1989 гг.) от Ленинграда.

## В литературе
Панфилов … слыл человеком грубым, резким, но отзывчивым. Рабочие часто обращались к нему с просьбами и жалобами. И вот он получает конверт. Достает оттуда лист наждачной бумаги. На обратной стороне заявление — прошу, мол, дать квартиру. И подпись — «рабочий Фоменко».

Панфилов вызвал этого рабочего. Спрашивает: 

— Что это за фокусы? 

— Да вот, нужна квартира. Пятый год на очереди. 

— При чём тут наждак? 

— А я решил — обычную бумагу директор в туалете на гвоздь повесит… 

Говорят, Панфилов дал ему квартиру. А заявление продемонстрировал на бюро обкома.
— Сергей Довлатов. [www.lib.ru/DOWLATOW/dowlatow.txt Соло на ундервуде. Соло на IBM]. — СПб.: Азбука, 2008. — 245 с. — (Азбука-классика). — 5000 экз. — ISBN 978-5-91181-382-6.